# Halowe Mistrzostwa Europy w Lekkoatletyce 1978 – pchnięcie kulą kobiet
Pchnięcie kulą kobiet – jedna z konkurencji technicznych rozgrywanych podczas halowych lekkoatletycznych mistrzostw Europy w hali Palasport di San Siro w Mediolanie. Rozegrano od razu finał 12 marca 1978. Zwyciężyła reprezentantka Czechosłowacji Helena Fibingerová, która tym samym obroniła tytuł zdobyty na poprzednich mistrzostwach.

## Rezultaty
Rozegrano od razu finał, w którym wzięło udział 8 miotaczek.

Opracowano na podstawie materiału źródłowego.
| Poz. | Zawodniczka        | Reprezentacja  | Próby | Próby | Próby | Próby | Próby | Próby | Wynik |
| Poz. | Zawodniczka        | Reprezentacja  | 1     | 2     | 3     | 4     | 5     | 6     | Wynik |
| ---- | ------------------ | -------------- | ----- | ----- | ----- | ----- | ----- | ----- | ----- |
| 01 ! | Helena Fibingerová | Czechosłowacja | 19,75 | 20,59 | 20,29 | 20,61 | 20,67 | 20,42 | 20,67 |
| 02 ! | Margitta Droese    | NRD            | 19,22 | 19,77 | 19,35 | 19,02 | x     | 19,17 | 19,77 |
| 03 ! | Eva Wilms          | RFN            | 19,24 | 18,91 | 18,96 | x     | 19,22 | x     | 19,24 |
| 4.   | Elena Stojanowa    | Bułgaria       | 18,86 | 18,98 | 19,22 | 19,03 | 18,70 | 19,20 | 19,22 |
| 5.   | Zdeňka Bartoňová   | Czechosłowacja | 18,16 | x     | x     | 17,58 | x     | 17,57 | 18,16 |
| 6.   | Beatrix Philipp    | RFN            | 17,43 | x     | 17,14 | 16,70 | 17,31 | 17,51 | 17,51 |
| 7.   | Cinzia Petrucci    | Włochy         |       |       |       |       |       |       | 16,59 |
| 8.   | Léone Bertimon     | Francja        |       |       |       |       |       |       | 16,08 |